# Glyphoturris quadrata
Glyphoturris quadrata é uma espécie de gastrópode do gênero Glyphoturris, pertencente a família Mangeliidae.